# Локомотива
Локомотива је вучно железничко возило намењено вучи композиције кола и вагона по колосеку и нема место за смештај путника.

## Подела
Локомотиве одн. железничка вучна возила можемо поделити на више начина према:
- врсти погона
- експлоатацијској намени
- досегу опслуживања
- ширини колосека и
- врсти пруге

Према врсти погона локомотиве можемо поделити на: парне, дизелске, електричне и турбинске.
Према експлоатацијској намени локомотиве можемо поделити на:
- путничке локомотиве - намењене су за вучу путничких возова, развијају веће брзине и имају мале вучне силе
- теретне локомотиве - намењене су за вучу теретних возова, развијају мање брзине од путничких локомотива али зато имају веће вучне силе
- универзалне локомотиве - намењене су комбинованој вучи теретних и путничких возова
- маневарске локомотиве - намењене су за рад на железничким станицама (растављању и састављању возова исл.), у правилу су мање од осталих локомотива, развијају мање брзине али велика убрзања

Према досегу опслуживања локомотиве можемо поделити на: локалне, приградске и међуградске. Разликују се у максималним брзинама и конструкцији, тако да су локалне и приградске локомотиве у правилу лакше и спорије од међуградских локомотива.
Према ширини колосека локомотиве можемо поделити на локомотиве за широки колосек (1668 mm, 1524 mm), нормални колосек (1435 mm), и уски колосек (1000 mm, 760 mm, 600 mm).
Према врсти пруге локомотиве можемо поделити на локомотиве за:
- магистралне главне пруге
- магистралне помоћне пруге
- пруге првог реда
- пруге другог реда

Осим ових подела разликујемо још и:
- моторни вагон - локомотива која има и простор за смештај путника
- моторни воз - је у ствари целина састављена од управљачких вагона и вагона (то у правилу градски возови)

Дизел-електрична локомотива добија снагу од дизел-мотора, a пренос снаге на погонске осовине врши се електричним путем. Дизел-мотор покреће електрични генератор који напаја струјом електромоторе, a ови покрећу погонске осовине.

### Парна локомотива
Парна локомотива је локомотива чији је примарни извор енергије парна машина. Најчешћи облик парне локомотиве такође садржи котао за производњу паре коју користи мотор. Вода у котлу се загрева сагоревањем запаљивог материјала – обично угља, дрвета или уља – да би се произвела пара. Пара покреће клипове који су повезани са главним точковима локомотиве, познатим као „погонски точкови”. Залихе горива и воде се носе са локомотивом, било на самој локомотиви, у бункерима и резервоарима, (овај аранжман је познат као „цистерна локомотиве“) или се вуче иза локомотиве, на тендерима, (овај аранжман је познат као „тендер локомотива“).
Прву радну железничку парну локомотиву направио је Ричард Тревитик 1802. године. Конструисана је за железару Коалбрукдејл у Шропширу у Енглеској, иако није сачуван ниједан запис о њеном раду. Дана 21. фебруара 1804. године, одиграло се прво забележено путовање железничком на пару док је још једна Тревитикова локомотива вукла воз из железаре Пенидарен, у Мертир Тидфилу, до Аберцинона у Јужном Велсу. У пратњи Ендруа Вивијана, она је оперисала је са мешовитим успехом. Дизајн је укључио низ важних иновација укључујући употребу паре под високим притиском која је смањила тежину мотора и повећала његову ефикасност.
Године 1812, двоцилиндрична локомотива са зупчаницима Метјуа Мареја Саламанка први пут је саобраћала на Мидлтон железничкој прузи; ово се генерално сматра првом комерцијално успешном локомотивом. Још једна добро позната рана локомотива била је Пафинг Били, коју је 1813–14 изградио инжењер Вилијам Хедли за Вајлам Колиера у близини Њукасла на Тајну. Ова локомотива је најстарија сачувана и налази се на статичкој изложби у Музеју науке у Лондону. Џорџ Стивенсон је изградио Локомоцију бр. 1 за железницу Стоктон & Дарлингтон на североистоку Енглеске, која је била прва јавна парна железница на свету. Године 1829, његов син Роберт је саградио такозвану Ракету у Њукаслу на Тајну. Ракета је учествовала у Тркама локомотива у Рејнхилу и победила. Овај успех је довео до тога да се компанија појави као еминентни рани произвођач парних локомотива које се користе на железници у Великој Британији, САД и великом делу Европе. Железничка пруга Ливерпул и Манчестер, коју је изградио Стивенсон, отворена је годину дана касније користећи искључиво парни погон за путничке и теретне возове.
Парна локомотива је остала далеко најчешћи тип локомотива све до након Другог светског рата. Парне локомотиве су мање ефикасне од савремених дизел и електричних локомотива и потребна је знатно већа радна снага за њихово управљање и сервис. Подаци Британске железнице су показали да су трошкови посаде и горива за парну локомотиву били око два и по пута већи од трошкова подршке еквивалентној дизел локомотиви, а дневна километража коју су могли да пређу била је мања. Између 1950. и 1970. године, већина парних локомотива је повучена из комерцијалне употребе и замењена електричним и дизел-електричним локомотивама. Док је Северна Америка прешла са паре током 1950-их, а континентална Европа до 1970-их, у другим деловима света, транзиција се догодила касније. Пара је била позната технологија која је користила широко доступна горива и у економијама са ниским платама није преживљавала знатан диспаритет трошкова. Она је наставила да се користи у многим земљама све до краја 20. века. Крајем 20. века, скоро једине локомотиве на парни погон које су остале у редовној употреби широм света биле је на историјским железницама.

### Бензинско-механичка локомотива
Најчешћи тип бензинских локомотива су бензинско-механичке локомотиве, које користе механички пренос у облику мењача (понекад у комбинацији са ланчаним погонима) да испоруче излазну снагу мотора на погонске точкове, на исти начин као и аутомобил. Другу бензинско-механичку локомотиву направио је Ф.К. Блејк из Кјуа у јануару 1903. за Главни одбор за канализацију Ричмонда.